# 리플렉션 (영화)
리플렉션(우크라이나어: Відблиск, REFLECTION)은 우크라이나에서 제작된 발렌틴 바스야노비치 감독의 2021년 가족, 범죄 영화이다. 2021년 9월 6일 제78회 베네치아 국제 영화제에서 전 세계 초연되었다. 해당 영화제에서 황금사자상 부문에 출품되었다.